# Djumbo
Djumbo, (ook bekend als Frisz tussen 2015 en 2018), is een Nederlandse meidengroep bestaande uit Lindsy Schuman, Samantha Klumper en Lotte Prijs. De groep trad op onder de naam Djumbo van 2004 tot 2015, en vervolgens onder de naam Frisz tot 2018, toen de samenwerking werd beëindigd. In 2024 kondigde de groep hun comeback aan.

## Biografie

### 2004-2011: groepering en succes
Djumbo was een promotiestunt van supermarktketen Jumbo. Lotte Prijs, Lindsy Schuman en Svenja van Beek werden uitgekozen om samen deze groep te vormen. Met liedjes als Eyahe en Hide and Seek wisten ze de top 10 van de Nederlandse hitlijsten te bereiken. Djumbo zingt liedjes in half Engels, half Nederlands.
Begin 2005 kwam Djumbo met het debuutalbum Jump. Naast de hitsingles Hide and Seek en Eyahe stonden op het album ook de singles The Djumbo Jump en het wat minder succesvolle Made to Love You. Jump werd uitgegeven door het platenlabel CMM.
In de zomer van 2006 kwam Djumbo met haar nieuwe single Boya Boya Bay. Deze zomerse single was tevens de titelsong van de bioscoopfilm Garfield: A Tail of Two Kitties. In november van hetzelfde jaar kwam de single Undercover uit. Dit was weer de titelsong van hun allereerste theatertournee, De Djumbo Undercover Tour. In de zomer van 2007 brachten ze Boy I Like Ya uit, dat door Future Music Charts getipt werd als zomerhit. Op 26 oktober verscheen de single Dit Is Real, begin november gevolgd door het tweede album, Spotlight!
Vanaf maart 2009 presenteerden Schuman, Prijs en Van Beek twee seizoenen lang de tv-quiz Kies je Ster op zowel TROS als Sterren.nl. Kies je Ster was in feite Ren je Rot en draaide voornamelijk om vragen over popmuziek en showbizz. Ook het Engelse Ren je Rot (Runaround) kende midden jaren tachtig een popversie, die werd uitgezonden onder de titel Poparound.
Op 2 september 2009 kwam de single Summertime in Dubai van Djumbo uit.
In 2009 kregen de leden van Djumbo bovendien een filmrol in de film Sinterklaas en de Verdwenen Pakjesboot, met Harold Verwoert, Pamela Teves, Aad van Toor en Frans Bauer. Daarnaast spraken ze dat jaar ook de stemmen in van de Chipettes in Alvin and the Chipmunks: The Squeakquel.
Op 23 mei 2010 wilde de groep de single Chase uitbrengen. Het gelijknamige album zou aanvankelijk op 11 juni 2010 verschijnen. Ten gevolge van de voorbereidingen op een nieuw televisieprogramma en de bruiloft van Schuman werd besloten het uitbrengen van deze single uit te stellen.
Daarna zou het nieuwe album Chase op 18 juni 2010 verschijnen, maar na opnieuw uitstel werd dat pas 6 augustus. Intussen had Djumbo een nieuwe theatershow.

### 2011-2015: nieuw lid Samantha Klumper

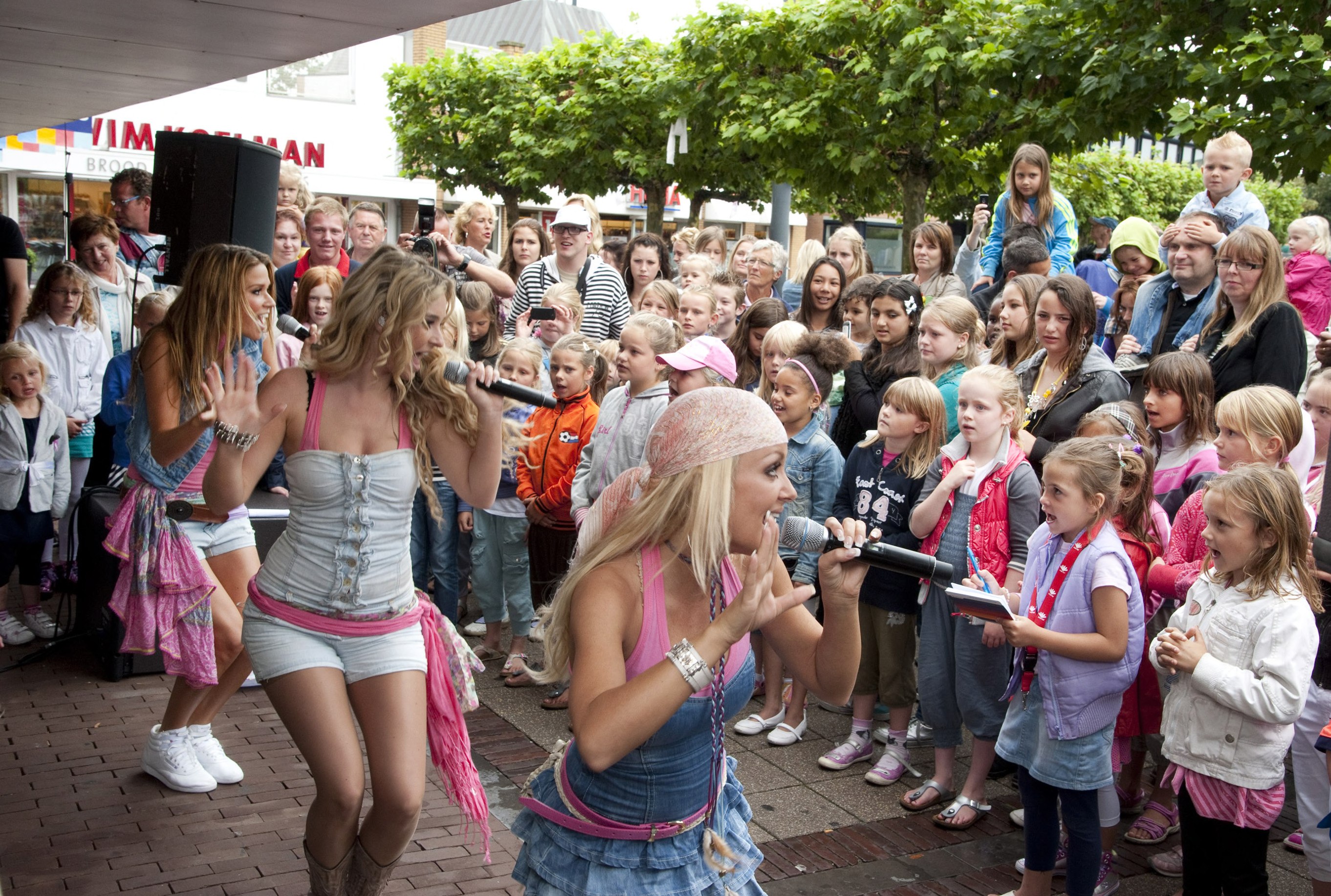
Optreden van Djumbo bij Music Store Nielenplein, Heemskerk, 2011

In december 2010 besloot Van Beek uit Djumbo te stappen, omdat volgens haar de tijd was gekomen om nieuwe uitdagingen aan te gaan en zij daarnaast haar studie wilde afmaken. Op de officiële Djumbo-website werd in februari 2011 bekendgemaakt dat Van Beek bij Djumbo vertrok. Daarnaast waren er interne strubbelingen, reden waarom besloten werd dat Van Beek de groep zou verlaten. Van Beek zelf zei dat ze na zeven mooie jaren toe was aan een nieuwe uitdaging en verder wilde groeien.
Van Beek werd vervangen door de 24-jarige Samantha Klumper. Zij had meegedaan aan het derde seizoen van Popstars en maakte eerder deel uit van de meidengroep Centerfold.
In april 2011 reisde de groep naar Turkije om een nieuwe videoclip op te nemen. De single SOS kwam in mei 2011 uit, zowel fysiek op single en als speciale USB-armband in diverse kleuren met daarop de single en de videoclip. De armband deed het goed onder de fans. Djumbo nam dit nummer ook in het Duits op, maar het zou nooit verschijnen.
In december 2011 verscheen als download de single Party On. Dit was ook de titelsong van het nieuwe televisieprogramma Help, Ik moet optreden, dat Djumbo presenteerde. Het programma was vanaf 26 december te zien bij Z@pp op Nederland 3. Het werd vijf dagen achter elkaar uitgezonden. Djumbo hielp in dit programma kinderen met de wens voor iemand op te treden.
In 2012 speelden de leden van Djumbo een rol in de kinderserie Sinterklaas en het gevaar van de snoepfabriek, die in november werd uitgezonden door onder andere Pebble TV en Omroep Brabant. Tevens zongen zij voor deze serie de titelsong, hun sinterklaashit Ik word later zwarte piet.
Na de zomer van 2013 werd het wat stiller rondom Djumbo. De groep bleef optreden, maar er kwamen geen nieuwe singles uit. Ondertussen gingen de meiden ook hun eigen pad op. Eind 2014 gaven ze voorlopig hun laatste optreden, dit omdat Schuman in verwachting was van haar eerste kind. Eind mei kwam naar buiten dat Schuman en Klumper online gingen zoeken naar een derde Djumbo-lid onder de zoektocht @Djumbozoektjou. Prijs verliet in het voorjaar van 2015 de groep om zich te wijden aan haar dj-carrière.

### 2015-2018: Frisz
Begin juli 2015 werd bekend dat Prijs definitief de groep had verlaten en dat de overige twee meiden een doorstart gingen maken onder de naam Frisz. Ook de online talentenjacht werd genoemd naar Eyahe Frisz zoekt jou!. Uiteindelijk werd Danique van Roosmalen in december 2015 het derde lid van Frisz. Zij deed eerder mee aan K3 zoekt K3.
Op 17 april 2017 kwam de eerste single Rainbow in the Sky als Frisz uit.
Doordat het succes niet zo groot was en boekingen minder werden besloten de dames om in 2018 in stilte uit elkaar te gaan.

### 2024: Comeback
Op 20 februari kondigde groep hun comeback aan. De naam Frisz is verdwenen en de groep zal weer onder de naam Djumbo optreden. Terugkomende leden zijn Lotte, Lindsy en Samantha.

## Discografie

### Albums
| Album met eventuele hitnotering(en) in de Nederlandse Album Top 100 | Datum van verschijnen | Datum van binnenkomst | Hoogste positie | Aantal weken | Opmerkingen |
| ------------------------------------------------------------------- | --------------------- | --------------------- | --------------- | ------------ | ----------- |
| Jump                                                                | 09-05-2005            | 14-05-2005            | 22              | 19           | als Djumbo  |
| Spotlight                                                           | 09-11-2007            | 17-11-2007            | 26              | 23           | als Djumbo  |
| Magic                                                               | 14-11-2008            | 22-11-2008            | 11              | 11           | als Djumbo  |
| Chase                                                               | 06-08-2010            | 14-08-2010            | 41              | 7            | als Djumbo  |

### Singles
| Single met eventuele hitnotering(en) in de Nederlandse Top 40 | Datum van verschijnen | Datum van binnenkomst | Hoogste positie | Aantal weken | Opmerkingen                 |
| ------------------------------------------------------------- | --------------------- | --------------------- | --------------- | ------------ | --------------------------- |
| Hide and Seek (Pak me dan)                                    | 06-09-2004            | 02-10-2004            | 12              | 12           | Nr. 5 in de Single Top 100  |
| Eyahe (Ik wil met jou)                                        | 03-02-2005            | 19-02-2005            | 5               | 8            | Nr. 3 in de Single Top 100  |
| The Djumbo Jump                                               | 01-07-2005            | 16-07-2005            | 12              | 5            | Nr. 4 in de Single Top 100  |
| Made to Love You                                              | 21-10-2005            | -                     |                 |              | Nr. 20 in de Single Top 100 |
| Boya Boya Bay                                                 | 28-07-2006            | 19-08-2006            | 11              | 5            | Nr. 8 in de Single Top 100  |
| Undercover                                                    | 17-11-2006            | 09-12-2006            | tip3            | -            | Nr. 13 in de Single Top 100 |
| Boy I Like Ya                                                 | 20-07-2007            | 11-08-2007            | 26              | 4            | Nr. 16 in de Single Top 100 |
| Dit Is Real                                                   | 02-11-2007            | 15-12-2007            | tip4            | -            | Nr. 22 in de Single Top 100 |
| Abracadabra                                                   | 25-04-2008            | -                     |                 |              | Nr. 94 in de Single Top 100 |
| Boys & Girlz                                                  | 26-09-2008            | -                     |                 |              | Nr. 19 in de Single Top 100 |
| Oorlogskind                                                   | 20-06-2009            | -                     |                 |              | Nr. 2 in de single Top 100  |
| Summertime in Dubai                                           | 16-08-2009            | -                     |                 |              | Nr. 7 in de single Top 100  |
| Chase                                                         | 23-04-2010            | -                     |                 |              | Nr. 58 in de Single Top 100 |
| Hands Up                                                      | 2014                  | -                     |                 |              | Nr. 61 in de Single Top 100 |